# Estúdio de Ballet Cisne Negro
Hulda Bittencourt, com o apoio de seu marido, Edmundo Rodrigues Bittencourt, investiu na construção do primeiro espaço da cidade de São Paulo voltado exclusivamente à dança, o Estúdio de Ballet Cisne Negro, uma das principais e mais respeitadas escolas de dança do Brasil.
Em 1977, Hulda Bittencourt também idealizou uma companhia de dança profissional. Juntou as alunas formadas pelo Estúdio de Ballet Cisne Negro com atletas da Faculdade de Educação Física da Universidade de São Paulo. O resultado desta união singular foi a criação da Cisne Negro Companhia de Dança, reconhecida nacional e internacionalmente.
Atualmente a frente do Estúdio de Ballet Cisne Negro, Hulda e suas filhas Giselle Bittencourt e Dany Bittencourt dão continuidade a esse trabalho.